# Phaenicophilus
Phaenicophilus es un género de aves paseriformes perteneciente a la familia Phaenicophilidae, que anteriormente se clasificaba en la familia Thraupidae. Sus dos miembros son endémicos de la isla La Española.

## Especies
El género contiene las siguientes dos especies:
- Phaenicophilus palmarum – cuatro ojos coroninegro;
- Phaenicophilus poliocephalus – cuatro ojos coronigrís.